# 小池唯
小池唯（日语：／ Koike Yui，1991年4月4日—）是日本女演員及寫真偶像，出生於日本埼玉縣，身高157厘米，血型A型。曾為Four Springs旗下的女藝人。於2013年7月7日退出Four Springs。於2014年6月加入New Style Production，2015年退出。后于2020年12月12日加入Weeds company公司，并以演员身份复出。
2009年4月4日，小池唯與奏木純加入了樂隊Tomato n'Pine的成員之一。到了2011年，她在參演超級戰隊系列特攝作品『海賊戰隊豪快者』之中，飾演女主角之一「Ahim de Famille／豪快粉紅」。

## 出演

### 綜藝節目
- The Sisters（2008年4月 - 2009年12月、エンタ!371）
- アイドルの穴〜日テレジェニックを探せ!〜（2009年4月11日 - 6月27日、日本電視台）
- 日テレジェニックの穴（2009年7月18日 - 9月26日、日本電視台）
- プレミアの巣窟（2009年10月 - 2010年3月、富士電視台）
- アイドルちん（2010年10月9日 - 2011年1月22日、日本電視台） - Tomato n'PineのYUIとして出演

### 電視劇
- 多米英雄烈火拯救队 第12集（2009年6月19日、東京電視台）
- 僕の秘密★兵器 第8集（2009年12月4日、名古屋電視台） - 垣内珠里
- 假面騎士W 第49集（2010年） - 青山唯
- 熱いぞ!猫ヶ谷!! （2010年、名古屋電視台） - 主演・押野育美
- 海賊戰隊豪快者（2011年） - Ahim de Famille／豪快粉紅
- 警視廳搜查一課9係 season9 第6集（2014年） - 立花はるか
- LOVE理論 第4集 - 第6集・最終集（2015年） - アズサ
- 動物戰隊獸王者（2016年） - Ahim de Famille／豪快粉紅（客串）
- 警視廳・搜查一課長 season2 第4集（2017年） - 相川唯
- 刑警ZERO 第7集（2019年） - 橘水樹
- 危險維納斯（2020年） - 下平皐月
- 漂流者 第3集（2021年） - 西田
- 相棒 season20 第14集（2022年） - 內田繪里奈
- 軟男與鐵妹子（2023年） - 小柳睦夫的同事
- 誰曾愛過我？（2024年） - 豐田

### 其他電視節目
- NHK高校講座 英語（2010年4月 - 、NHK教育）

### 電影
- まいっちんぐマチコ先生（2009年） - ナナ
- ガチンコ 疾走上等（2010年） - アミ
- 天裝戰隊護星者VS真劍者 Epic on 銀幕（2011年） - 豪快粉紅（声音演出）
- 豪快者 護星者 超級戰隊199英雄大決戰（2011年） - Ahim de Famille／豪快粉紅
- 海賊戰隊豪快者 The Movie 飛天幽靈船（2011年） - Ahim de Famille／豪快粉紅
- 海賊戰隊豪快者 VS 宇宙刑事卡邦 The Movie（2012年） - Ahim de Famille／豪快粉紅
- 假面騎士x超級戰隊 超級英雄大戰（2012年） - Ahim de Famille／豪快粉紅
- Joker Game（2012年） - 橫江美奈子
- 特命戰隊Go Busters VS 海賊戰隊豪快者 THE MOVIE（2013年） - Ahim de Famille／豪快粉紅
- 男子高中生的日常（2013年） - 便利商店店員
- 琉球Battle Royal（2013年） - 新城美沙子

### 舞台
- 櫻之園（2007年） - 木村環
- Rody・Musical（2010年） - Sherry

### 流動網路節目
- 美少女時計（2010年）

### 原裝影像
- 実写版 まいっちんぐマチコ先生 無敵のおっぱい番長（2009年）
- 海賊戦隊ゴーカイジャー　THE　MOVIE　空飛ぶ幽霊船　メイキング　6人の絆（2011年）

## 書籍

### 寫真集
- ゆい14歳 〜秘密〜（2006年、文化社）
- ゆい14歳 〜紋白蝶〜（2006年、文化社）
- flapper★（2009年、Wani Books、攝影:唐木貴央）
- Pink（2011年4月、講談社、攝影:木村晴）ISBN 978-4-06-364862-1
- scene2（2011年11月、Wani Books、攝影:長野博文）ISBN  978-4847044113

## 作品

### 影像／DVD
- ゆい14歳（2006年6月、文化社）
- ゆい14歳 〜秘密〜（2006年、文化社）
- ゆい14歳 〜紋白蝶〜（2006年、文化社）
- マガジンメイト 小池唯（2008年12月、Liverpool）
- 日テレジェニック2009 小池唯（2009年9月、VAP）
- アイドルの穴〜日テレジェニックを探せ! COMPLETE DVD-BOX（2009年）
- 日テレジェニックの穴 COMPLETE DVD-BOX（2009年）
- ぜ〜んぶ、ゆぃ（2010年1月、Wani Books）
- ヤングマガジンDVD「Yui's Collection 唯コレ」（2010年4月、Liverpool）
- ヤングマガジンDVDスペシャルエディション（2010年6月、Liverpool）
- PINK BREEZE in HAWAII（2011年）
- ハワイでグラビアしました。（2012年1月6日、Wani Books）

## 外部連結
- Four Springs網站內的小池唯官方網站 （页面存档备份，存于） （日語）
- New Style Production小池唯的網頁 （日語）
- 小池唯官方部落格 （日語）
- Weeds-company小池唯的网页 （页面存档备份，存于）
- Recommended Eggs 小池唯 （页面存档备份，存于）（2008年12月）
- 小池唯写真集『flapper★』発売記念イベント （页面存档备份，存于）（2009年11月）
- 小池唯的X（前Twitter）（2021年6月）
- 小池唯的Instagram帳戶

| 前任： 佐藤里香 （天裝戰隊護星者） | 日本超級戰隊系列桃色戰士演員 海賊戰隊豪快者 2011年2月13日-2012年2月19日 | 繼任： 今野鮎莉 （獸電戰隊強龍者） |